# Heinrich Wettstein

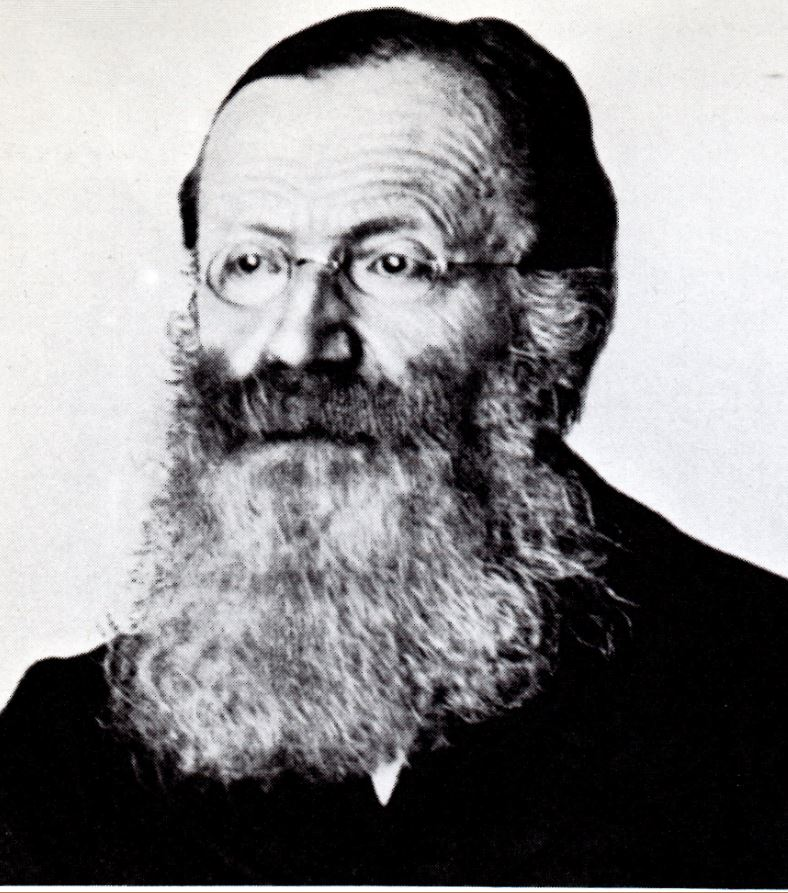
Heinrich Wettstein

Heinrich Wettstein (* 27. März 1831 in Fällanden; † 16. Februar 1895 in Küsnacht) war ein Schweizer Pädagoge, Pionier des Zürcher Volksschulwesens und Verfasser zahlreicher Lehrbücher und pädagogischer Schriften.

## Leben
Wettstein wurde als Sohn des Landwirts Hans Jakob und der Anna Gachnang 1831 in Fällanden geboren. Sein Vater war ein Anhänger der Straussenpartei, die 1839 im Züriputsch von den Konservativen gestürzt wurde. Die Familie zog nach Wiedikon, wo der Vater Arbeit in einer Seidenfabrik fand. Wettstein besuchte dort die Primarschule und in Altstetten die Sekundarschule bei Johann Jakob Schäppi. Nach der Volksschule absolvierte er das Gymnasium in Zürich und studierte ab 1850 Theologie an der Universität Zürich. 1852 wechselte er an die philosophische Fakultät zum Studium der Naturwissenschaften.
Nach dem Studium lehrte er von 1855 bis 1864 an der neu gegründeten Sekundarschule in Hedingen. Von 1864 bis 1873 war der Klassenlehrer an der Knabensekundarschule Zürich. 1873 wurde er Adjunkt von Gottlieb Ziegler und Lehrer für Naturwissenschaften am Lehrerseminar Küsnacht und von 1875 bis 1895 dessen Direktor. Sein Nachfolger wurde Hans Frey-Hoepfner.
Von 1867 bis 1872 war er Mitglied der Seminaraufsichtskommission in Küsnacht. Von 1881 bis 1895 sass er im Zürcher Erziehungsrat. Gleichzeitig war er Chefredaktor der Schweizerischen Lehrerzeitung von 1882 bis 1888.
Er heiratete 1858 Elisabeth Baumann. Einer seiner Söhne war der Geologe Alexander Wettstein.

## Werk
Wettstein prägte das Seminar Küsnacht ähnlich wie sein erster Direktor Thomas Scherr. Er setzte in seinem neuen Seminarlehrplan von 1874 das Schwergewicht auf Mathematik und Naturwissenschaften während Deutsch und Französisch weniger Stunden erhielten. Er war überzeugt, dass das naturwissenschaftlich-technische Denken die Grundlage des Fortschritts bilde und das wirtschaftliche Bestehen der Schweiz garantiere.
Neben seiner Lehrertätigkeit setzte er sich für den modernen Unterricht ein und stellte für die meisten Gebiete der Naturwissenschaften Lehrgänge her (Biologie, Physik, Geografie). In seinem Buch „Strömungen des Festen, Flüssigen und gasförmigen und ihre Bedeutung für Geologie, Astronomie, Klimatologie und Meteorologie“ von 1880 nahm er verschiedene Thesen vorweg, die in der modernen Plattentektonik wieder auftauchten. Für das Fach Zeichnen an der Volksschule erstellte er 1884 eine Anleitung zum Freihandzeichnen in der Volksschule. 1872 erstellte er mit Johannes Randegger den ersten Schweizer Schulatlas.

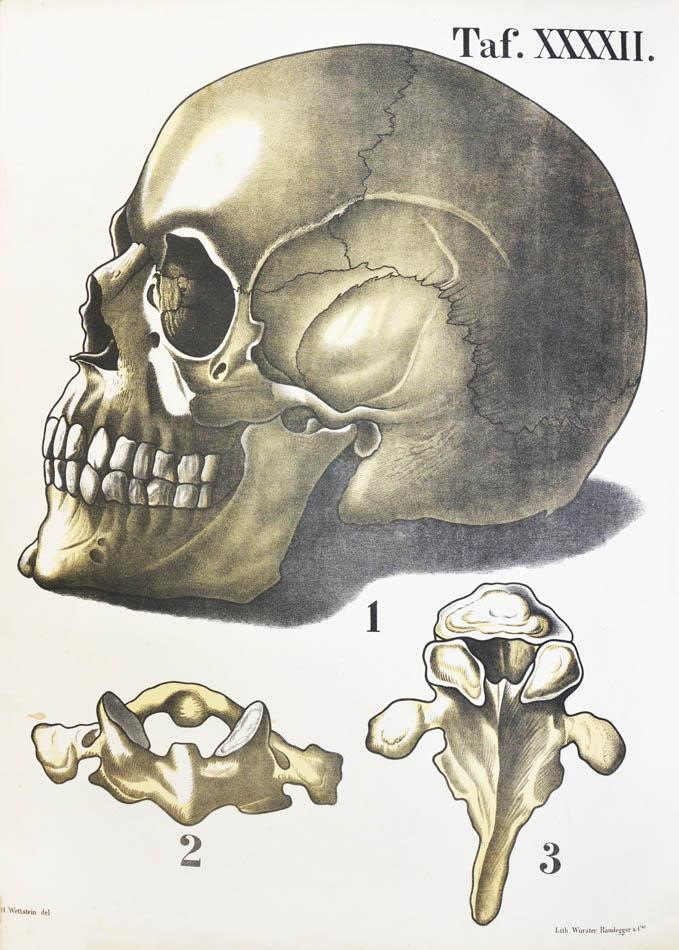
Tafel XXXXII

Ein von ihm entworfenes Tafelwerk (Schulwandbilder) erregte an den Weltausstellungen 1873 in Wien und 1878 in Paris internationales Aufsehen. Der dazugehörige Leitfaden für Naturkunde wurde auf Französisch, Englisch, Russisch und Armenisch übersetzt und das Lehr- und Lesebuch für die Volksschule auf Arabisch. Das Seminar Küsnacht wurde in der Folge vom damaligen französischen Unterrichtsminister Ferdinand Buisson und vom späteren Ministerpräsidenten Georges Clemenceau besucht.
Als Erziehungsrat hatte er zusammen mit Regierungsrat Johann Kaspar Sieber ein neues Unterrichtsgesetz ausgearbeitet, das unter anderem eine Auflösung der Seminarien vorsah. Die zukünftigen Lehrer sollten zuerst an einem Realgymnasium und anschliessend an der Universität ausgebildet werden. 1872 wurde die Vorlage an einer Volksabstimmung haushoch verworfen, weil vor allem auf dem Land die Abneigung gegen an der Universität ausgebildete Lehrer stark war. 1875 übernahm Wettstein die Direktion einer Schule, die er noch vor einigen Jahren hatte abschaffen wollen.

## Anerkennungen
- 1873 verlieh ihm die Universität Zürich den Ehrendoktor für seine Verdienste um die Hebung und Förderung des naturwissenschaftlichen Unterrichts an der Volksschule des Kantons Zürich.
- 1873 Ausstellung der Schulwandtafeln an der Weltausstellung 1873 in Wien.
- 1878 Ausstellung der Schulwandtafeln an der Weltausstellung Paris 1878. Ernennung zum Officier de l’instruction publique.
- 1883 Schweizerische Landesausstellung in Zürich: Wettstein wurde zum offiziellen Berichterstatter der Gruppe Erziehungs-, Unterrichts- und Bildungswesen ernannt.
- Nach ihm ist in Küsnacht eine Strasse benannt, die unmittelbar westlich des Seminargeländes liegt.

## Schriften, Lehrmittel
- Schul-Atlas von H. Wettstein in zweiunddreissig Blättern. Obligatorisches Lehrmittel der Sekundarschulen des Kantons Zürich. Bearbeitet von Johannes Randegger. Zürich, Verlag der Erziehungsdirektion 1872, 3. Auflage 1886[4]
- Lehr- und Lesebuch für die Volksschule: Allgemeine und vaterländische Geschichte, Band 7, Erziehungsdirektion, 1872
- Leitfaden für den Unterricht in der Naturkunde. Obligatorisches Lehrmittel der Sekundarschulen des Kantons Zürich, Verlag der Erziehungsdirektion, 1874
- Die Strömungen des Festen, Flüssigen und gasförmigen und ihre Bedeutung für Geologie, Astronomie, Klimatologie und Meteorologie. J. Wurster & Cie., Zürich 1880